# Klobusiczky-udvarház
A guraszádai Klobusiczky-udvarház műemlék épület Romániában, Hunyad megyében. A romániai műemlékek jegyzékében a HD-II-a-B-03324 sorszámon szerepel.